# Куюс
Куюс — село в Чемальском муниципальном районе Республики Алтай России, административный центр Куюсского сельского поселения.

## География
Село расположено в долине реки Катуни, к югу от Горно-Алтайска, в месте впадения рек Нижний Куюс и Верхний Куюс.

## Население
| 2010 | 2011 | 2012 | 2013 | 2014 | 2015 | 2016 |
| ---- | ---- | ---- | ---- | ---- | ---- | ---- |
| 229  | →229 | ↘221 | ↘206 | ↗213 | →213 | ↘210 |